# Cascata da ribeira do Maloás
A Cascata da ribeira do Maloás é uma queda de água, localizada no flanco sul da  freguesia de Santo Espírito, concelho de Vila do Porto, ilha de Santa Maria, nos Açores.
Integrada na ribeira de Malbusca, logo depois do troço da ribeira dos Lagos 
, é normalmente uma ribeira de caudal modesto, tornando-se em alturas de grande pluviosidade imprevisível e impetuosa, dirigindo-se então em direção à falésia para a Cascata das Figueiras.
Caracterizada pelo extensa frente de duzentos metros de afloramento de colunas basálticas  (disfução  colunar ou disfunções prismáticas),
 com altura mediana de 20 metros , integradas no  Complexo Vulcânico do Pico Alto (Pliocenio inferior 4-3 MA),, exibe escoada lávica basáltica subaérea de dimensões decimétricas e na base da queda de água apresentam-se truncados, segundo um pavimento poligonal do tipo “Calçada de Gigantes”, transformando-se num importante depósito cénico da riqueza geomorfológica e geológica, com relevante interesse científico e geoturístico do Geoparque dos Açores,  agora integrado na Rede Europeia de Geoparques  e rede Natura 2000.
Foi inserido no Parque Natural da Ilha de Santa Maria, Áreas protegidas foi criado pelo Decreto Legislativo Regional n.º 47/2008/A, de 7 de novembro, alterado pelo Decreto Legislativo Regional n.º 39/2012/A, de 19 de setembro.

## Galeria

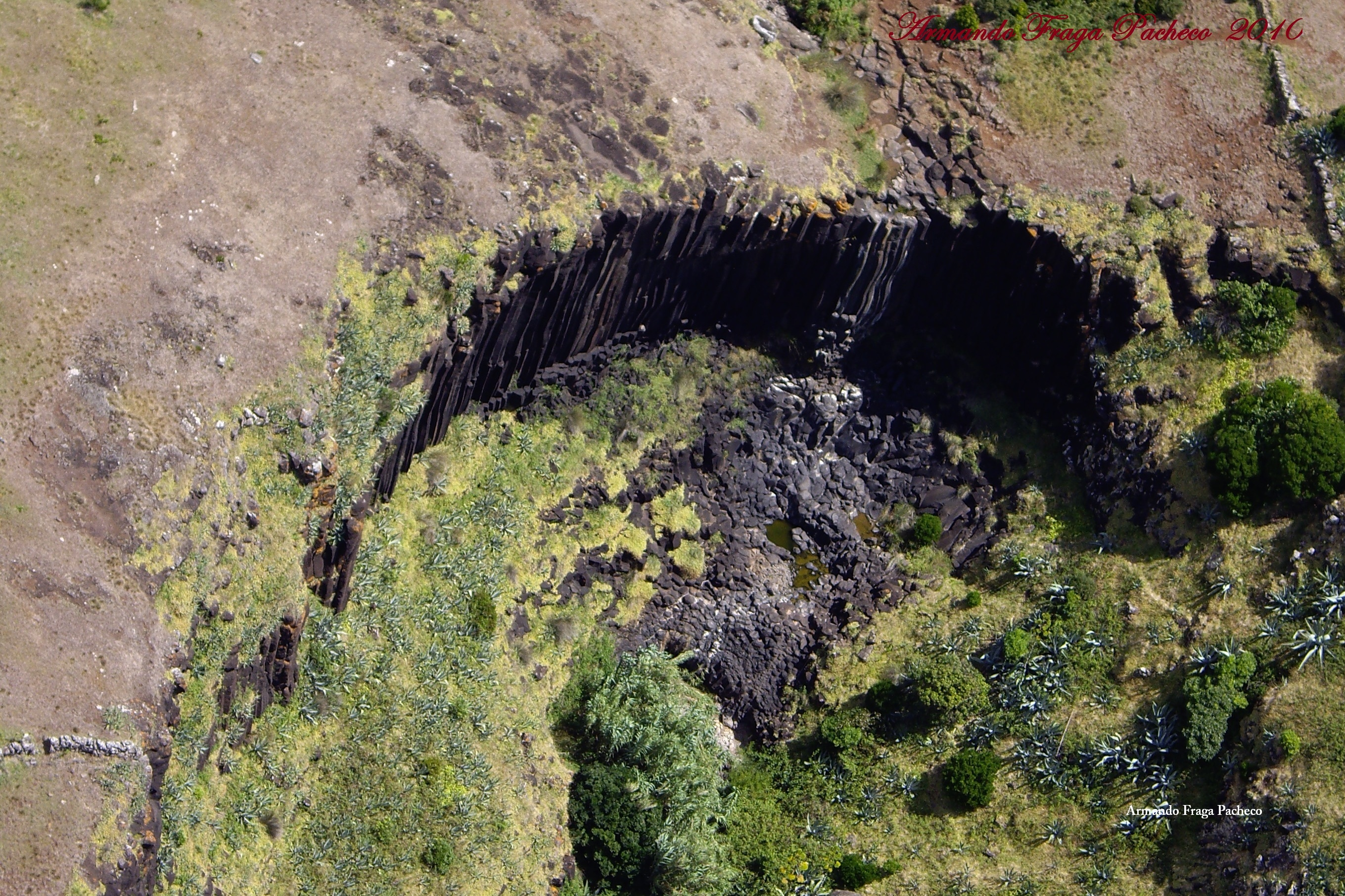
Vista aérea verão